# Daň z příjmů fyzických osob
Daň z příjmů fyzických osob (DPFO) je daní přímou. Je stanovena zákonem č. 586/1992 Sb., o daních z příjmů, ve znění pozdějších předpisů (dále též jen „ZDP“).
Dle § 2 ZDP poplatníky DPFO jsou všechny fyzické osoby, které mají na území Česka bydliště nebo se zde obvykle zdržují. Jejich daňová povinnost se vztahuje jak na příjmy plynoucí ze zdrojů na území Česka, tak i na příjmy plynoucí ze zdrojů v zahraničí.

## Předmět daně z příjmů fyzických osob
Zákon o daních z příjmů v § 3 stanoví, že předmětem DPFO jsou:
- příjmy ze závislé činnosti a funkční požitky (§ 6 ZDP),
- příjmy ze samostatné činnosti (§ 7 ZDP),
- příjmy z kapitálového majetku (§ 8 ZDP),
- příjmy z nájmu (§ 9 ZDP),
- ostatní příjmy (§ 10 ZDP)[1].

Dále je specifikováno, které příjmy předmětem této daně nejsou. Např. úvěry a zápůjčky, příjmy z rozšíření nebo zúžení společného jmění manželů, příjem plynoucí z titulu spravedlivého zadostiučinění přiznaného Evropským soudem pro lidská práva apod.

## Příjmy osvobozené od daně
Zákon o daních z příjmů v § 4 osvětluje poplatníkům, které příjmy jsou od daně osvobozeny. Jedná se například o:
- příjmy z prodeje rodinného domu, bytu, pokud v něm měl prodávající bydliště nejméně 2 roky bezprostředně před prodejem[2],
- příjmy z prodeje nemovitostí, přesáhne-li doba mezi nabytím a prodejem dobu 5 let,
- přijatá náhrada škody a plnění z pojištění majetku a odpovědnosti za škody,
- příjmy z provozu malých vodních elektráren, větrných elektráren apod. do výkonu 1 MW[3],
- cena z veřejné soutěže nebo reklam, slosování, cena ze sportovní soutěže v hodnotě do 10 000 Kč,
- příjem ve formě dávek sociální podpory, nemocenské a důchodové pojištění, peněžní pomoci obětem trestné činnosti,
- příjem přijatý v rámci plnění vyživovací povinnosti nebo náhrada za tento příjem,
- stipendia,
- úroky z vkladů stavebního spoření,
- dotace ze státního rozpočtu.

Zákon o daních z příjmů dále stanoví v § 5, že základem daně je částka, kterou příjmy plynoucí poplatníkovi v kalendářním roce, tj. ve zdaněném období, přesahují výdaje prokazatelně vynaložené na jejich dosažení, zajištění a udržení, pokud u jednotlivých příjmů není stanoveno jinak.

## Příjmy ze závislé činnosti
Zdanění příjmu ze závislé činnosti a funkčních požitků řeší § 6 ZDP. Nejvýznamnějším zdrojem příjmů fyzických osob jsou mzdy v podobě příjmů. Především z praktických důvodů, aby zaměstnanci nebyli zatěžováni daňovou administrativou a byl zajištěn trvalý přísun daňového výnosu do veřejných rozpočtů, předpokládá zákon tam, kde je to možné, srážku daňové zálohy, popř. konečné daně, kterou je povinen provést ten subjekt, který mzdu a podobné příjmy vyplácí. Mezi příjmy ze závislé činnosti patří:
- příjmy ze současného nebo dřívějšího pracovněprávního poměru, v nichž poplatník při výkonu práce je povinen dbát příkazu plátce,
- příjmy za práci členů družstev, společníků a jednatelů společnosti s ručením omezeným aj.,
- odměny členů statutárních orgánů,
- příjmy plynoucí v souvislosti s výkonem závislé činnosti.

Poplatník s příjmy ze závislé činnosti a funkčních požitků je dále označen jako zaměstnanec, plátce příjmu jako zaměstnavatel. Odstavec 6 řeší bezplatné poskytnutí motorového vozidla pro služební i soukromé účely zaměstnance. Odstavec 7 se zabývá příjmy, které nejsou předmětem daně podle § 6, např. náhrady cestovních výdajů poskytované v souvislosti s výkonem závislé činnosti, hodnota osobních ochranných prostředků, náhrady za opotřebení vlastního nářadí aj. Odstavec 9 se zabývá daňově osvobozenými příjmy ze závislé činnosti. Základem daně ze závislé činnosti jsou příjmy ze závislé činnosti nebo funkční požitky zvýšené o částku odpovídající pojistnému na sociální zabezpečení a příspěvku na státní politiku zaměstnanosti a pojistnému na všeobecné zdravotní pojištění, které je z těchto příjmů podle zvláštních právních předpisů povinen platit zaměstnavatel sám za sebe.

## Příjmy z podnikání a z jiné samostatné výdělečné činnosti
§ 7 ZDP řeší příjmy z podnikání a z jiné samostatné výdělečné činnosti. Příjmy z podnikání jsou:
- příjmy ze zemědělské výroby, lesního a vodního hospodářství provozované samostatně hospodařícími rolníky nebo poplatníky na základě živnostenského listu,
- příjmy ze živnosti podle zákonů o živnostenském podnikání,
- příjmy z jiného podnikání podle zvláštních předpisů, např. příjmy auditorů, advokátů, daňových poradců, lékařů, notářů, právníků,
- podíly společníků veřejné obchodní společnosti a komplementářů komanditní společnosti na zisku.

Příjmy z jiné samostatně výdělečné činnosti jsou:
- příjmy z užití nebo poskytnutí práv z průmyslového nebo jiného daňového vlastnictví, autorských práv apod.,
- příjmy z výkonu nezávislého povolání, které není živností ani podnikáním – architektů, sportovců,
- příjmy znalců a tlumočníků za činnosti podle zvláštních předpisů.

## Výpočet daně z příjmů fyzických osob
Při výpočtu daně z příjmů fyzických osob se vyčíslí dílčí základy daně dle jednotlivých paragrafů. Jejich součtem vzniká základ daně. Ten je možné očistit o nezdanitelné části a odečitatelné položky. Do této skupiny patří například hodnoty darů, odečet úroků, penzijní připojištění a pojištění, životní pojištění, odborové příspěvky, úhrada za další vzdělávání nebo náklady na výzkum a vývoj. Následně se spočítá daň, u které se uplatní slevy a daňová zvýhodnění (na poplatníka, manželku, ZTP/P, studium, vyživované dítě atd.).

### Slevy na dani z příjmů fyzických osob
Pro příjmy za rok 2021 jsou platné výše slev na dani z příjmů fyzických osob uvedené v následující tabulce.
| Sleva                                                    | Za zdaňovací období v Kč | Za měsíc v Kč |
| -------------------------------------------------------- | ------------------------ | ------------- |
| Základní sleva na poplatníka                             | 27 840                   | 2 320         |
| Na poplatníka – starobního důchodce                      | 27 840                   | 2 320         |
| Držitel průkazu ZTP/P (i bez důchodu)                    | 16 140                   | 1 345         |
| Na invaliditu I. a II. stupně                            | 2 520                    | 210           |
| Na invaliditu III. stupně                                | 5 040                    | 420           |
| Na studenta                                              | 4 020                    | 335           |
| Na vyživovanou manželku/manžela                          | 24 840                   | 2 070         |
| Na vyživovanou manželku/manžela – držitele průkazu ZTP/P | 49 680                   | 4 140         |
| Daňové zvýhodnění na první dítě                          | 15 204                   | 1 267         |
| Daňové zvýhodnění na druhé dítě                          | 22 320                   | 1 860         |
| Daňové zvýhodnění na třetí a další dítě                  | 27 840                   | 2 320         |
| Daňové zvýhodnění na první dítě – ZTP/P                  | 30 408                   | 2 534         |
| Daňové zvýhodnění na druhé dítě – ZTP/P                  | 44 640                   | 3 720         |
| Daňové zvýhodnění na třetí a další dítě – ZTP/P          | 55 680                   | 4 640         |

Pro příjmy za rok 2022 jsou platné výše slev na dani z příjmů fyzických osob uvedené v následující tabulce.
| Sleva                                                    | Za zdaňovací období v Kč | Za měsíc v Kč |
| -------------------------------------------------------- | ------------------------ | ------------- |
| Základní sleva na poplatníka                             | 30 840                   | 2 570         |
| Na poplatníka – starobního důchodce                      | 30 840                   | 2 570         |
| Držitel průkazu ZTP/P (i bez důchodu)                    | 16 140                   | 1 345         |
| Na invaliditu I. a II. stupně                            | 2 520                    | 210           |
| Na invaliditu III. stupně                                | 5 040                    | 420           |
| Na studenta                                              | 4 020                    | 335           |
| Na vyživovanou manželku/manžela                          | 24 840                   | 2 070         |
| Na vyživovanou manželku/manžela – držitele průkazu ZTP/P | 49 680                   | 4 140         |
| Daňové zvýhodnění na první dítě                          | 15 204                   | 1 267         |
| Daňové zvýhodnění na druhé dítě                          | 22 320                   | 1 860         |
| Daňové zvýhodnění na třetí a další dítě                  | 27 840                   | 2 320         |
| Daňové zvýhodnění na první dítě – ZTP/P                  | 30 408                   | 2 534         |
| Daňové zvýhodnění na druhé dítě – ZTP/P                  | 44 640                   | 3 720         |
| Daňové zvýhodnění na třetí a další dítě – ZTP/P          | 55 680                   | 4 640         |

## Výpočet daňové povinnosti fyzických osob
OSVČ a zaměstnavatelé mají povinnost stanovovat zálohy na daň následujícím způsobem:
hrubá mzda
základ daně = hrubá mzda zaokrouhlená na celá sta Kč dolů
× sazba daně (15 % pro část základu daně do 48násobku průměrné mzdy, 23 % pro část základu daně přesahující 48násobek průměrné mzdy)
= záloha na daň
– slevy na dani
= daň po slevě (doplatek/přeplatek)